# Mycetophila arcuata
Mycetophila arcuata är en tvåvingeart som först beskrevs av Johann Wilhelm Meigen 1818.  Mycetophila arcuata ingår i släktet Mycetophila och familjen svampmyggor.
Artens utbredningsområde är Frankrike. Inga underarter finns listade i Catalogue of Life.